# Wielersport op de Paralympische Zomerspelen 2016
Op de XVe Paralympische Zomerspelen die in 2016 werden gehouden in de Braziliaanse stad Rio de Janeiro, was de wielersport een van de 22 sporten die werden beoefend.

## Baanwielrennen

### Mannen

#### Team sprint (C1-5)
| Rank | Land                | Tijd     |
| ---- | ------------------- | -------- |
| 1    | Verenigd Koninkrijk | 48,635 s |
| 2    | China               | 49,914 s |
| 3    | Spanje              | 50,664 s |

#### Tandem
| Klasse | onderdeel     | Tijd     | Land                | Goud                       | Land                | Zilver                          | Land      | Brons                            |
| ------ | ------------- | -------- | ------------------- | -------------------------- | ------------------- | ------------------------------- | --------- | -------------------------------- |
| B      | Tijdrit, 1 km | 59,822 s | Nederland           | Tristan Bangma Teun Mulder | Verenigd Koninkrijk | Neil Fachie Pete Mitchell       | Duitsland | Kai-Christian Kruse Stefan Nimke |
| B      | Achtervolging | 4:08,631 | Verenigd Koninkrijk | Steve Bate Adam Duggleby   | Nederland           | Vincent ter Schure Timo Fransen | Nederland | Stephen de Vries Patrick Bos     |

#### Tweewielers
| Klasse | onderdeel     | Tijd     | Land                | Goud            | Land                | Zilver           | Land                | Brons                  |
| ------ | ------------- | -------- | ------------------- | --------------- | ------------------- | ---------------- | ------------------- | ---------------------- |
| C1-2-3 | Tijdrit, 1 km | 1:06,678 | China               | Li Zhangyu      | Nederland           | Arnoud Nijhuis   | Canada              | Tristen Chernove       |
| C4-5   | Tijdrit, 1 km | 1:02,473 | Verenigd Koninkrijk | Jody Cundy      | Slowakije           | Jozef Metelka    | Spanje              | Alfonso Cabello Llamas |
| C1     | Achtervolging | (gelapt) | China               | Zhangyu Li      | Canada              | Ross Wilson      | Nederland           | Arnoud Nijhuis         |
| C2     | Achtervolging | 3:44,553 | China               | Guihua Liang    | Canada              | Tristen Chernove | Verenigd Koninkrijk | Louis Rolfe            |
| C3     | Achtervolging | 3:33,028 | Australië           | David Nicholas  | Verenigde Staten    | Joseph Berenyi   | Ierland             | Eoghan Clifford        |
| C4     | Achtervolging | (gelapt) | Slowakije           | Jozef Metelka   | Australië           | Kyle Bridgwood   | Colombia            | Diego German Duenas    |
| C5     | Achtervolging | 4:37,708 | Oekraïne            | Jehor Dementjev | Verenigd Koninkrijk | Alistair Donohoe | Colombia            | Edwin Matiz Ruiz       |

### Vrouwen

#### Tandem
| Klasse | onderdeel     | Tijd     | Land                | Goud                         | Land          | Zilver                          | Land                | Brons                             |
| ------ | ------------- | -------- | ------------------- | ---------------------------- | ------------- | ------------------------------- | ------------------- | --------------------------------- |
| B      | Tijdrit, 1 km | 1:06,283 | Verenigd Koninkrijk | Sophie Thornhill Helen Scott | Nederland     | Larissa Klaassen Haliegh Dolman | Australië           | Jessica Gallagher Madison Janssen |
| B      | Achtervolging | 3:28,050 | Verenigd Koninkrijk | Lora Turnham Corrine Hall    | Nieuw-Zeeland | Emma Foy Laura Thompson         | Verenigd Koninkrijk | Sophie Thornhill Helen Scott      |

#### Tweewielers
| Klasse   | onderdeel      | Tijd     | Land                | Goud           | Land                | Zilver         | Land             | Brons          |
| -------- | -------------- | -------- | ------------------- | -------------- | ------------------- | -------------- | ---------------- | -------------- |
| C1-C2-C3 | Tijdrit, 500 m | 36,908 s | Nederland           | Alyda Norbruis | Australië           | Amanda Reid    | China            | Zhenling Zong  |
| C4-C5    | Tijdrit, 500 m | 34,598 s | Verenigd Koninkrijk | Kadeena Fox    | China               | Zhou Jufang    | China            | Ruan Jianping  |
| C1-C2-C3 | Achtervolging  | (gelapt) | Verenigd Koninkrijk | Megan Giglia   | Verenigde Staten    | Jamie Whitmore | Nederland        | Alyda Norbruis |
| C4       | Achtervolging  | 3:59,407 | Verenigde Staten    | Shawn Morelli  | Australië           | Susan Powell   | Verenigde Staten | Megan Fisher   |
| C5       | Achtervolging  | (gelapt) | Verenigd Koninkrijk | Sarah Storey   | Verenigd Koninkrijk | Crystal Lane   | Verenigde Staten | Samantha Bosco |

### Medaillespiegel baanwielrennen
| Plaats | Land                | NPC | Goud | Zilver | Brons | Totaal |
| 1      | Verenigd Koninkrijk |     | 8    | 2      | 2     | 12     |
| 2      | China               |     | 3    | 2      | 2     | 7      |
| 3      | Nederland           |     | 2    | 3      | 3     | 8      |
| 4      | Australië           |     | 1    | 4      | 1     | 6      |
| 5      | Verenigde Staten    |     | 1    | 2      | 2     | 5      |
| 6      | Slowakije           |     | 1    | 1      |       | 2      |
| 7      | Oekraïne            |     | 1    |        |       | 1      |
| 8      | Canada              |     |      | 2      | 1     | 3      |
| 9      | Nieuw-Zeeland       |     |      | 1      |       | 1      |
| 10     | Colombia            |     |      |        | 2     | 2      |

## Wegwielrennen

### Mannen

#### Estafette (H)
| Rank | Land             | Tijd  |
| ---- | ---------------- | ----- |
| 1    | Italië           | 32:34 |
| 2    | Verenigde Staten | 33:21 |
| 3    | België           | 34:02 |

#### Wegwedstrijd
| Klasse | Afstand | Tijd     | Land             | Goud                            | Land                | Zilver                                    | Land                | Brons                    |
| ------ | ------- | -------- | ---------------- | ------------------------------- | ------------------- | ----------------------------------------- | ------------------- | ------------------------ |
| B      | 99 km   | 2:26:33  | Nederland        | Vincent ter Schure Timo Fransen | Spanje              | Ignacio Avila Rodriguez Joan Font Bertoli | Verenigd Koninkrijk | Steve Bate Adam Duggleby |
| H2     | 45 km   | 01:15:23 | Verenigde Staten | William Groulx                  | Italië              | Luca Mazzone                              | Zwitserland         | Tobias Fankhauser        |
| H3     | 60 km   | 01:33:17 | Italië           | Paolo Cecchetto                 | Duitsland           | Maximilian Weber                          | Canada              | Charles Moreau           |
| H4     | 60 km   | 01:28:48 | Duitsland        | Vico Merklein                   | Polen               | Rafał Wilk                                | Frankrijk           | Joël Jeannot             |
| H5     | 60 km   | 01:37:49 | Zuid-Afrika      | Ernst van Dyk                   | Italië              | Alessandro Zanardi                        | Nederland           | Jetze Plat               |
| C1-2-3 | 71,1 km | 01:49:11 | Duitsland        | Steffen Warias                  | België              | Kris Bosmans                              | Italië              | Fabio Anobile            |
| C4-5   | 84 km   | 02:13:08 | Nederland        | Daniel Abraham Gebru            | Brazilië            | Lauro Cesar Chaman                        | Italië              | Andrea Tarlao            |
| T1-2   | 30 km   | 50:57    | Duitsland        | Hans-Peter Durst                | Verenigd Koninkrijk | David Stone                               | Colombia            | Nestor Ayala Ayala       |

#### Tijdrit
| Klasse | Afstand | Tijd     | Land                | Goud                     | Land             | Zilver                          | Land                | Brons                      |
| ------ | ------- | -------- | ------------------- | ------------------------ | ---------------- | ------------------------------- | ------------------- | -------------------------- |
| B      | 30 km   | 34:35,33 | Verenigd Koninkrijk | Steve Bate Adam Duggleby | Nederland        | Vincent ter Schure Timo Fransen | Australië           | Kieran Modra David Edwards |
| H2     | 20 km   | 32:07,09 | Italië              | Luca Mazzone             | Verenigde Staten | William Groulx                  | Verenigde Staten    | Brian Sheridan             |
| H3     | 20 km   | 28:19,45 | Italië              | Vittorio Podestà         | Oostenrijk       | Walter Ablinger                 | Canada              | Charles Moreau             |
| H4     | 20 km   | 27:39,31 | Polen               | Rafał Wilk               | Oostenrijk       | Thomas Fruhwirth                | Duitsland           | Vico Merklein              |
| H5     | 20 km   | 28:36,81 | Italië              | Alessandro Zanardi       | Australië        | Stuart Tripp                    | Verenigde Staten    | Oz Sanchez                 |
| C1     | 20 km   | 27:53,98 | Duitsland           | Michael Teuber           | Canada           | Ross Wilson                     | Italië              | Giancarlo Masini           |
| C2     | 20 km   | 27:43,16 | Canada              | Tristen Chernove         | Ierland          | Colin Lynch                     | China               | Liang Guihua               |
| C3     | 30 km   | 38:21,79 | Ierland             | Eoghan Clifford          | Japan            | Masaki Fujita                   | Canada              | Michael Sametz             |
| C4     | 30 km   | 37:52,84 | Slowakije           | Jozef Metelka            | Australië        | Kyle Bridgwood                  | Slowakije           | Patrik Kuril               |
| C5     | 30 km   | 36:53,23 | Oekraïne            | Jehor Dementjev          | Australië        | Alistair Donohoe                | Brazilië            | Lauro Cesar Chaman         |
| T1-2   | 15 km   | 22:57,34 | Duitsland           | Hans-Peter Durst         | Verenigde Staten | Ryan Boyle                      | Verenigd Koninkrijk | David Stone                |

### Vrouwen

#### Wegwedstrijd
| Klasse   | Afstand | Tijd     | Land                | Goud                                 | Land             | Zilver                                | Land                | Brons                   |
| -------- | ------- | -------- | ------------------- | ------------------------------------ | ---------------- | ------------------------------------- | ------------------- | ----------------------- |
| B        | 69 km   | 01:58:02 | Polen               | Iwona Podkościelna Aleksandra Tecław | Ierland          | Katie George Dunlevy Evelyn Mccrystal | Nieuw-Zeeland       | Emma Foy Laura Thompson |
| H1-2-3-4 | 45 km   | 01:15:56 | Duitsland           | Christiane Reppe                     | Zuid-Korea       | Lee Do-yeon                           | Italië              | Francesca Porcellato    |
| H5       | 45 km   | 01:37:07 | Duitsland           | Andrea Eskau                         | Nederland        | Laura de Vaan                         | Nederland           | Jennette Jansen         |
| C1-2-3   | 47,4 km | 01:30:14 | Verenigde Staten    | Jamie Whitmore                       | China            | Zeng Sini                             | Duitsland           | Denise Schindler        |
| C4-5     | 72 km   | 02:15:42 | Verenigd Koninkrijk | Sarah Storey                         | Polen            | Anna Harkowska                        | Verenigd Koninkrijk | Crystal Lane            |
| T1-2     | 30 km   | 01:07:51 | Australië           | Carol Cooke                          | Verenigde Staten | Jill Walsh                            | Duitsland           | Jana Majunke            |

#### Tijdrit
| Klasse | Afstand | Tijd     | Land                | Goud                                  | Land             | Zilver                  | Land                | Brons                     |
| ------ | ------- | -------- | ------------------- | ------------------------------------- | ---------------- | ----------------------- | ------------------- | ------------------------- |
| B      | 30 km   | 38:59,22 | Ierland             | Katie George Dunlevy Evelyn Mccrystal | Japan            | Yurie Kanuma Mai Tanaka | Verenigd Koninkrijk | Lora Turnham Corrine Hall |
| H1-2-3 | 20 km   | 33:44,93 | Verenigd Koninkrijk | Karen Darke                           | Verenigde Staten | Alicia Dana             | Italië              | Francesca Porcellato      |
| H4-5   | 20 km   | 31:35,46 | Duitsland           | Dorothee Vieth                        | Duitsland        | Andrea Eskau            | Nederland           | Laura de Vaan             |
| C1-2-3 | 20 km   | 29:46,51 | Nederland           | Alyda Norbruis                        | Duitsland        | Denise Schindler        | China               | Zeng Sini                 |
| C4     | 20 km   | 29:45,40 | Verenigde Staten    | Shawn Morelli                         | Verenigde Staten | Megan Fisher            | Australië           | Susan Powell              |
| C5     | 20 km   | 27:22,42 | Verenigd Koninkrijk | Sarah Storey                          | Polen            | Anna Harkowska          | Verenigde Staten    | Samantha Bosco            |
| T1-2   | 15 km   | 26:11,40 | Australië           | Carol Cooke                           | Verenigde Staten | Jill Walsh              | Canada              | Shelley Gautier           |

### Medaillespiegel wegwielrennen
| Plaats | Land                | NPC | Goud | Zilver | Brons | Totaal |
| 1      | Duitsland           |     | 8    | 3      | 3     | 14     |
| 2      | Italië              |     | 5    | 2      | 5     | 12     |
| 3      | Verenigd Koninkrijk |     | 4    | 3      | 4     | 9      |
| 4      | Verenigde Staten    |     | 3    | 7      | 3     | 13     |
| 5      | Nederland           |     | 3    | 2      | 3     | 8      |
| 6      | Australië           |     | 2    | 3      | 2     | 7      |
| 7      | Polen               |     | 2    | 3      |       | 5      |
| 8      | Ierland             |     | 2    | 2      |       | 4      |
| 9      | Canada              |     | 1    | 1      |       | 2      |
| 10     | Slowakije           |     | 1    |        | 1     | 1      |

Atletiek · Bankdrukken · Basketbal · Blindenvoetbal · Boogschieten · Boccia · CP-voetbal · Goalball · Judo · Kanovaren · Paardensport · Roeien · Rugby · Schermen · Schietsport · Tafeltennis · Tennis · Triatlon · Volleybal · Wielersport · Zeilen · Zwemmen
New York & Stoke Mandeville 1984 ·
Seoel 1988 ·
Barcelona 1992 ·
Atlanta 1996 ·
Sydney 2000 ·
Athene 2004 ·
Peking 2008 ·
Londen 2012 ·
Rio de Janeiro 2016 ·
Tokio 2020 ·
Parijs 2024 ·
Los Angeles 2028